# Jag visst icke borde gå och sörja
Jag visst icke borde gå och sörja är en psalm som skrevs av Per Ulrik Stenhammar. Den publicerades första gången i Pilgrimsharpan 1861. Senare trycktes den i Cymbalen i USA 1885 och i Hultmans Solskenssånger 1928. Melodin är en gammal folkmelodi.

## Publicerad i
- Pilgrimsharpan, 1861
- Cymbalen 1885
- Herde-Rösten 1892, som nr 267 under rubriken Tröst och uppmuntran
- Solskenssånger, 1928